# 小行星2088
小行星2088（2088 Sahlia）是一颗围绕太阳公转的小行星。1976年2月27日，保羅·維爾特在齐美尔瓦尔德发现了此天体。
該小行星以瑞士醫生赫爾曼·薩利命名。
这颗小行星的绝对星等为91.09801016373565等。